# Rosine Faugouin
Rosine Denise Andrée Faugouin, po mężu  Bénard (ur. 11 czerwca 1930 w Paryżu, zm. 19 maja 2018 w Orleanie) – francuska lekkoatletka, sprinterka, olimpijka z 1948.
Odpadła w półfinale biegu na 200 metrów i eliminacjach sztafety 4 × 100 metrów na igrzyskach olimpijskich w 1948 w Londynie. Na mistrzostwach Europy w 1950 w Brukseli odpadła w eliminacjach biegu na 200 metrów.
Zdobyła również srebrny medal w biegu na 200 metrów podczas akademickich mistrzostw świata UIE w 1949 w Budapeszcie.
Była mistrzynią Francji w biegu na 200 metrów w 1950, wicemistrzynią na tym dystansie w 1949 oraz brązową medalistką w 1952.
Faugouin była rekordzistką Francji w biegu na 200 metrów z czasem 25,6 s (uzyskanym 18 sierpnia 1949 w Budapeszcie) i w sztafecie 4 × 100 metrów z wynikiem 48,1 s (6 sierpnia 1948 w Londynie).